# Le Meux
Le Meux ist eine französische Gemeinde mit 2.310 Einwohnern (Stand: 1. Januar 2022) im Département Oise in der Region Hauts-de-France. Sie gehört zum Arrondissement Compiègne und zum Kanton Compiègne-2.

## Geographie
Die Gemeinde Le Meux liegt etwa acht Kilometer südwestlich von Compiègne an der Oise Durch das Gemeindegebiet von Le Meux führt die autobahnartig ausgebaute Schnellstraße D 200. Umgeben wird Le Meux von den Nachbargemeinden Jonquières im Norden, Jaux im Nordosten, Armancourt im Osten, Lacroix-Saint-Ouen im Südosten, Rivecourt im Süden sowie Longueil-Sainte-Marie im Westen.

## Geschichte
Der Ort wurde 1156 als Ulmeus erwähnt. 1429 wurde die frühere Burg geschleift.

## Bevölkerungsentwicklung
| Jahr                       | 1962 | 1968 | 1975 | 1982 | 1990 | 1999 | 2006 | 2012 | 2021 |
| -------------------------- | ---- | ---- | ---- | ---- | ---- | ---- | ---- | ---- | ---- |
| Einwohner                  | 656  | 723  | 768  | 998  | 1471 | 1708 | 2027 | 2285 | 2320 |
| Quellen: Cassini und INSEE |      |      |      |      |      |      |      |      |      |

## Sehenswürdigkeiten
- Kirche Saint-Martin, Anfang des 17. Jahrhunderts (vermutlich 1612) erbaut
- Schloss Le Meux, 1637 erbaut, im 18. und 19. Jahrhundert umgebaut, seit 1977 Monument historique

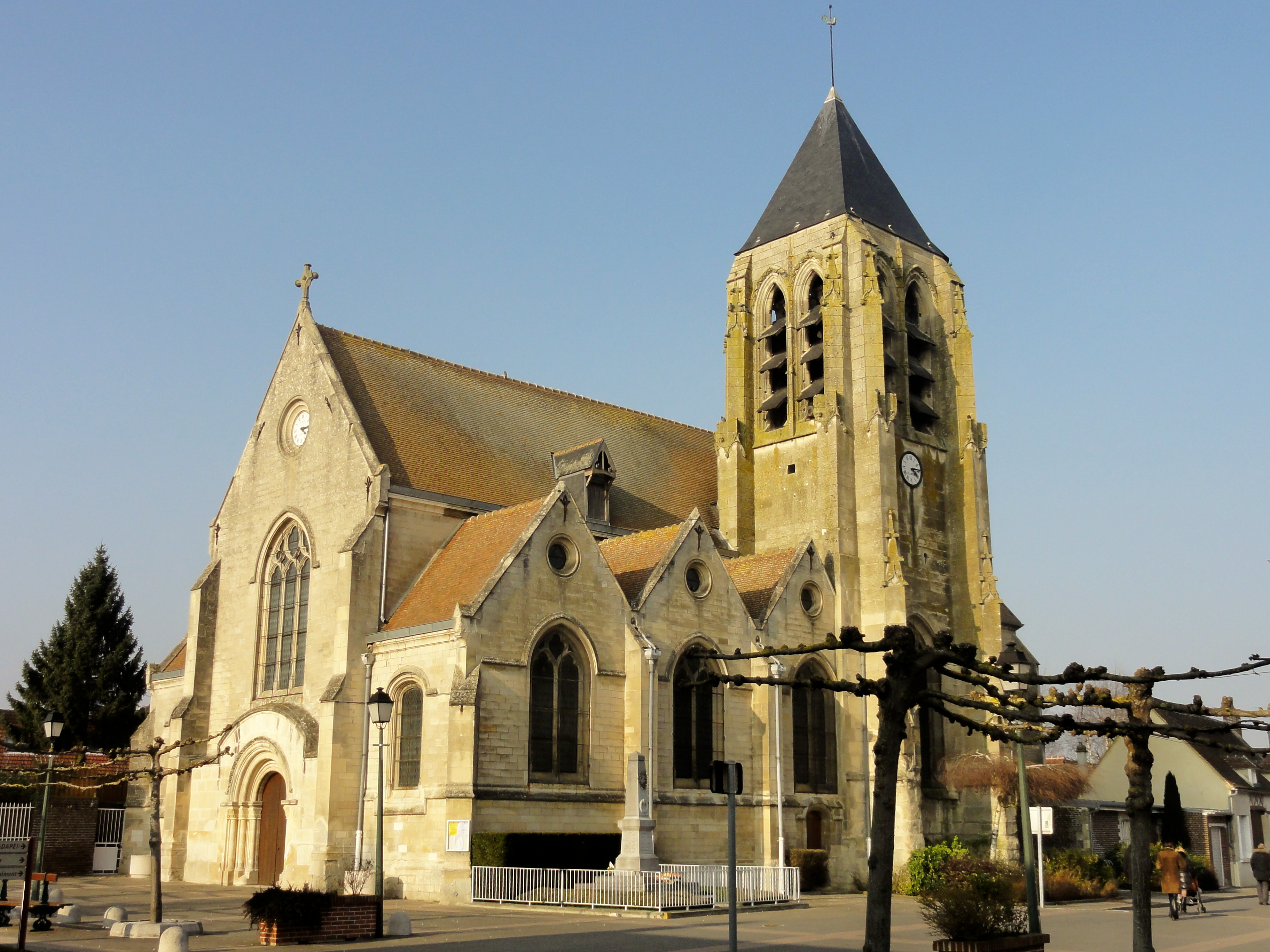
Kirche Saint-Martin
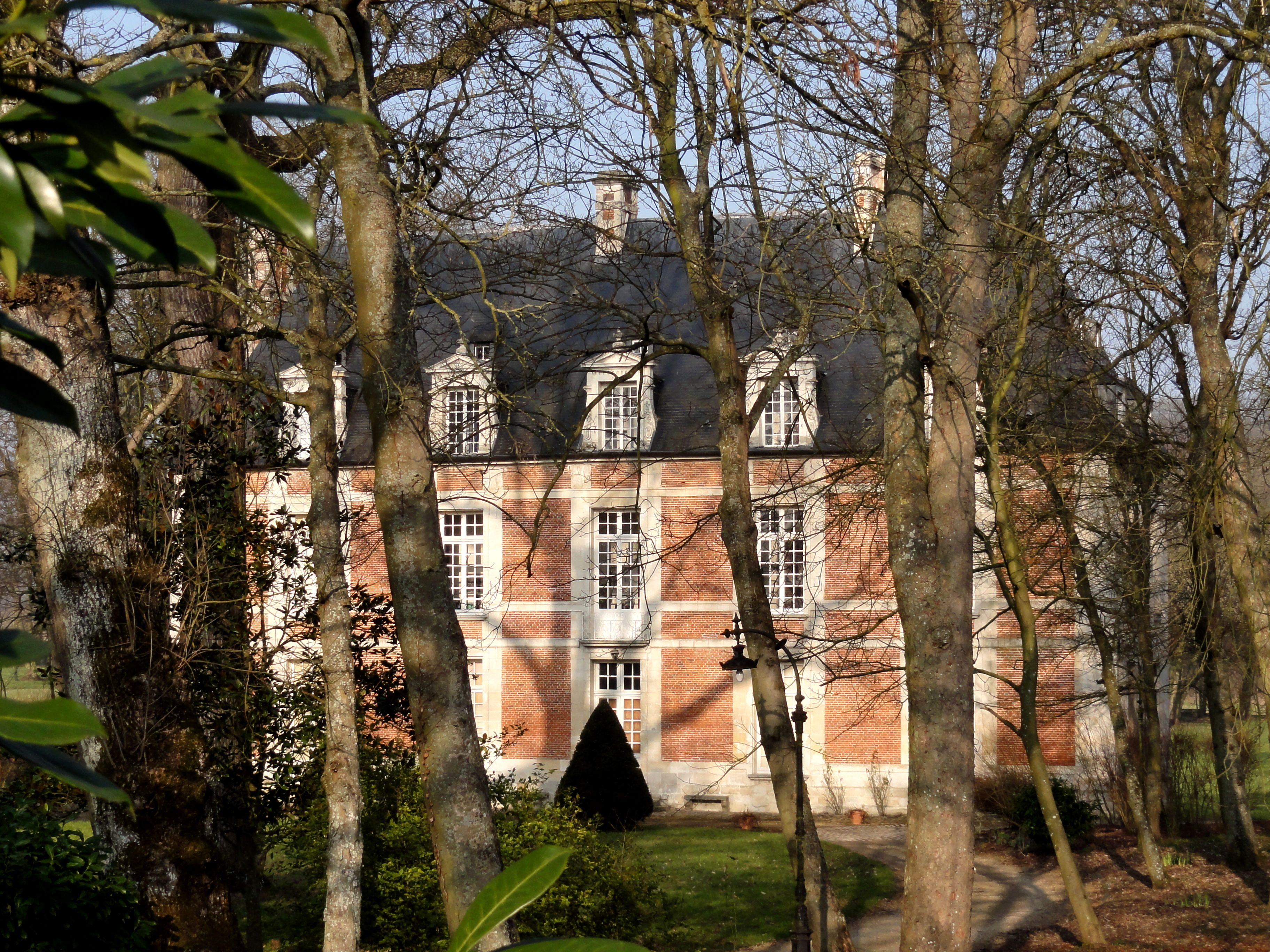
Schloss Le Meux
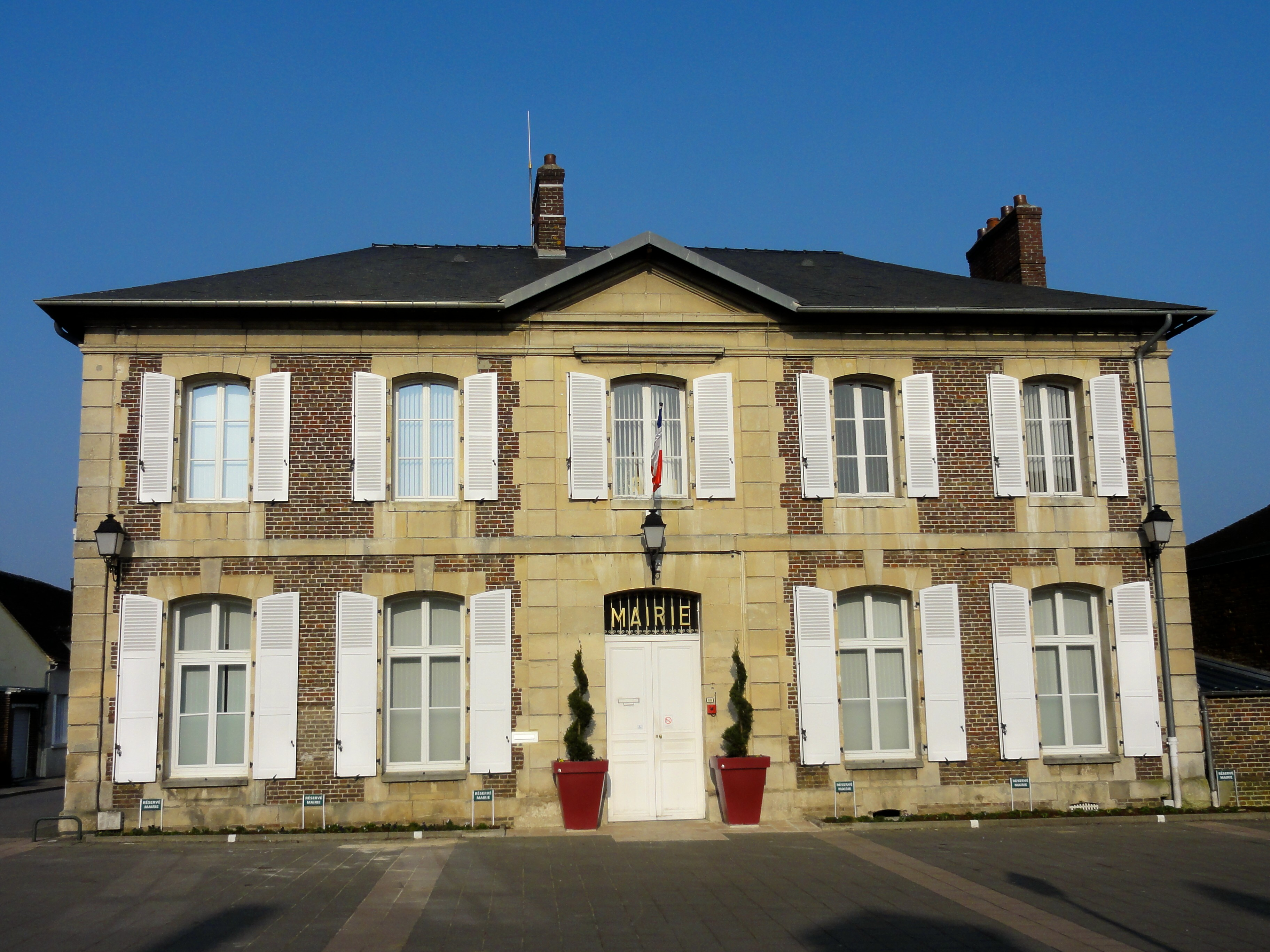
Mairie Le Meux
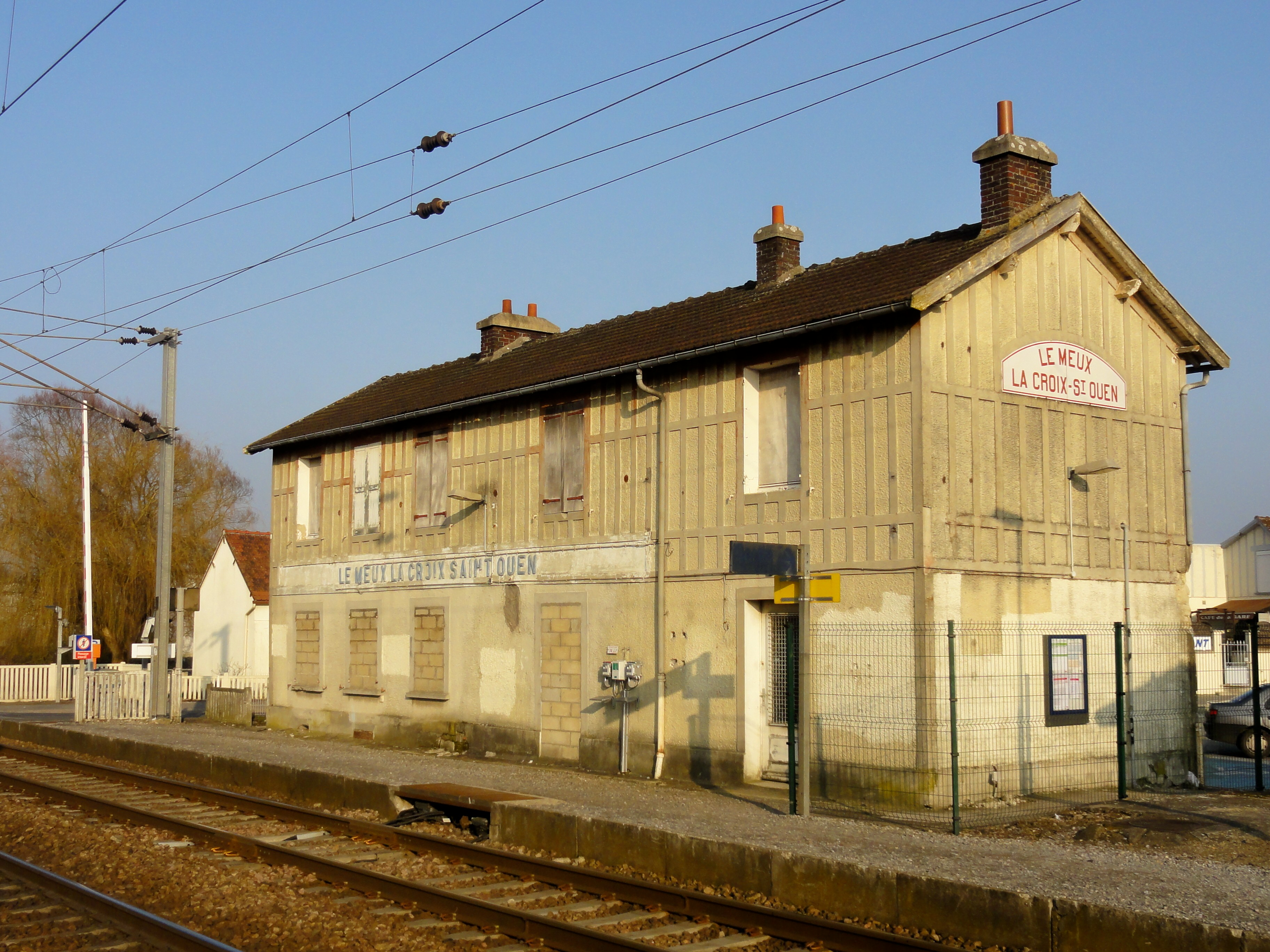
Bahnhof Le Meux - La Croix-Saint-Ouen
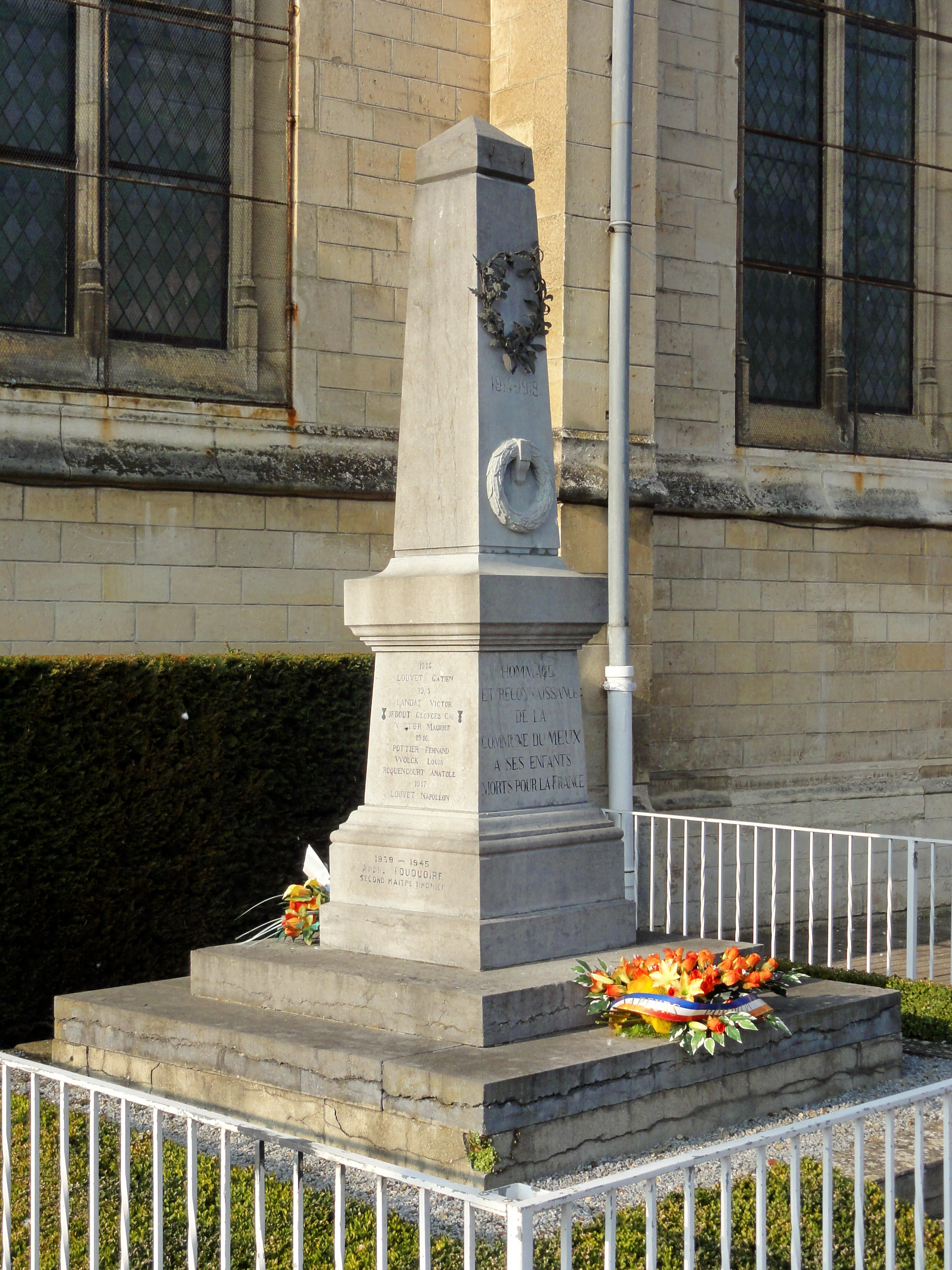
Gefallenendenkmal